# Азоспириллы
Азоспири́ллы (лат. Azospirillum) — род бактерий из семейства Rhodospirillaceae класса альфа-протеобактерий. Эти бактерии способствуют фиксации азота корнями растений, что отражено в префиксе azo- (с французского — азот), что повышает способность корней удерживать воду и усиливает рост корневой системы в целом,

## Описание
Azospirillum имеет вид утолщённых вибрионов или прямых палочек размером 0,9—1,2 мкм, часто с заострёнными концами. Окрашивание по методу Грамa даёт результат от грамотрицательного до грамположительного. Бактерии содержат внутриклеточные гранулы поли-β-гидроксибутирата. Бактерии очень подвижны, в жидкой среде совершают характерное винтовое движение с помощью одного полярного жгутика. У некоторых видов при 30 °С помимо полярного жгутика образуются также и латеральные жгутики. Колонии некоторых штаммов на картофельном поле имеют окраску от светло- до тёмно-розовой. Оптимальная температура роста бактерий варьируется от 34 до 37°С. Некоторые штаммы хорошо растут при рН 7,0, для других предпочтительны более кислые условия.
Бактерии Azospirillum — это азотфиксаторы, способные к N2-зависимому росту в микроаэробных условиях. Хорошо растут в атмосфере воздуха в присутствии источника связанного азота, например соли аммония. Метаболизм, как правило, дыхательного типа с использованием в качестве конечного акцептора электронов кислорода, а у некоторых штаммов и NO3.
Могут проявлять и слабую способность к брожению. В условиях сильного дефицита О2 некоторые штаммы могут осуществлять диссимиляционное восстановление NO3 и N2. Бактерии оксидазоположительные и являются хемоорганотрофами, однако некоторые виды — факультативные автотрофы, окисляющие молекулярный водород. Хорошо растут за счёт использования солей органических кислот, таких как малат, сукцинат, лактат и пируват; могут использовать в качестве источника углерода некоторые углеводы. Ряд штаммов нуждается в биотине. Встречаются в почве как свободоживущие формы или ассоциации с корнями трав, злаковых и клубневых растений. Образование корневых клубеньков не индуцируют.

## Виды
На май 2015 года в род включено 17 видов:
- Azospirillum amazonense Magalhães et al. 1984
- Azospirillum brasilense corrig. Tarrand et al. 1979
- Azospirillum canadense Mehnaz et al. 2007
- Azospirillum doebereinerae Eckert et al. 2001
- Azospirillum fermentarium Lin et al. 2013
- Azospirillum formosense Lin et al. 2012
- Azospirillum halopraeferens Reinhold et al. 1987
- Azospirillum humicireducens Zhou et al. 2013
- Azospirillum irakense Khammas et al. 1991
- Azospirillum largimobile corrig. (Skerman et al. 1983) Ben Dekhil et al. 1997
- Azospirillum lipoferum (Beijerinck 1925) Tarrand et al. 1979typus
- Azospirillum melinis Peng et al. 2006
- Azospirillum oryzae Xie and Yokota 2005
- Azospirillum picis Lin et al. 2009
- Azospirillum rugosum Young et al. 2008
- Azospirillum thiophilum Lavrinenko et al. 2010
- Azospirillum zeae Mehnaz et al. 2007

## Использование в сельском хозяйстве
Влияние бактерий на рост растений сравнимо с обработкой почвы азотными удобрениями и в некоторых случаях может его полностью заменить. Хорошая устойчивость бактерий к критическим погодным условиям позволяет снизить не только расход воды на полив растений, но и количество азотных удобрений, негативно влияющих на окружающую среду. Исследования тем не менее показали, что хороший результат достигается далеко не в каждой почве.
В последнее время этот вид бактерий используется в комбинации с биологическими отходами для улучшения почвы. В данный момент поставщиками таких удобрений являются Индия и Филиппины. Как утверждают поставщики, бактериологические удобрения с бактериями Azospirillum стоят примерно в два раза меньше, чем используемые азотные удобрения.